# 世間知らズ
世間知らズ（せけんしらず）は、日本の男女お笑いコンビ。吉本興業東京本社所属。

## メンバー
さおり（1995年1月8日（30歳） -）
- ボケ担当、立ち位置は向かって左。
- 身長150cm、体重65kg、血液型B型。
- 東京都出身。
- チーモンチョーチュウの大ファンで芸人になる前は追っかけをしていた。
- 元YouTuberのワタナベマホトと親戚関係にある。
- 2023年4月で「西田さおり」から「さおり」に改名。

椎木 ゆうた（しいき ゆうた、1991年10月5日（33歳） -）
- ツッコミ担当、立ち位置は向かって右。
- 身長173cm、体重65kg、血液型B型。
- 埼玉県で生まれ、山梨県富士吉田市で育つ。帝京大学卒業。大学生の時に山梨県から神奈川県相模原市に引っ越した[2]。
- 中学からは柔道に没頭。甲府工業高校時代には県を制し国体にも出場した。柔道推薦で警察官になる話があったが、それを断って芸人になった。

## 来歴
東京NSC19期生同士で2016年に結成。それぞれ別のコンビで活動していたが、同期5人で作った「椎木軍団」の右腕と西田が自認するほど仲が良かったため、解散をきっかけにコンビを組んだ。M-1グランプリでは2016年から2019年まで連続で3回戦に進出、2021年と2024年には準々決勝に進出。ABCお笑いグランプリ2020では決勝に進出。

## 芸風
主に漫才。さおりが変顔をしながらボケるのが特徴。
2021年頃からはさおりによる変顔メイクにオレンジ色のミニワンピという出で立ちで、言動のおかしい吉本のマネージャーという設定の「味あじ美」というキャラ芸を展開している。

## 出演

### レギュラー出演
テレビ
- ててて!TV（世間知らズのつなぐをつくろう！）（山梨放送）

#### ラジオ
- 世間知らズの食べトコ（山梨放送、2023年4月1日 - ）
- はみだし しゃべくりラジオ キックス（木曜日担当）（山梨放送、2023年4月6日 - ）
- おいでよ!青春る（水曜日担当）（文化放送、2022年9月28日 - 2023年3月22日）

### その他

#### テレビ
- ぐるぐるナインティナイン おもしろ荘 この夏ブレークする芸人が生放送で決定SP！(日本テレビ、2018年7月28日)
- 冗談騎士（BSフジ、2018年12月19日）[6]
- しゃべくり007「お笑い第7世代女芸人だらけ！」(西田のみ、日本テレビ、2020年5月4日放送）
- 女の揉めごとお笑いバトル いざこざの花園（フジテレビ、2021年4月2日、4月7日、4月8日）
- よるのブランチ (TBSテレビ) - 2022年5月18日
- さんまのお笑い向上委員会 （西田のみ、フジテレビ、2022年12月3日放送）
- Y-Tube大賞 （BSよしもと、2024年3月13日）
- キクテレミルラジ265（BSよしもと、2024年6月3日）

### 舞台
- 三十と十五の私(2019年9月26日 - 9月30日、神保町花月)